# Bas Banning en de Rode hand
Bas Banning en de Rode hand is een in 1959 verschenen boekdeel van de Bas Banning-serie van A. van Aardenburg (pseudoniem van Herman Pijfers). Op de Veluwe wordt om onbekende redenen de kleine Mieke Hogema ontvoerd. Bas Banning brengt de zaak tot een oplossing.

## Personages
- Bas Banning, journalist bij De Morgen.
- Lagerwei, chef-redactie van de krant en Bas' leidinggevende.
- Heiligers, persfotograaf bij de krant, collega en vriend van Bas.
- Rein Hogema, schrijver.
- Vera Hogema, gymnasiaste, dochter van Rein.
- Mieke Hogema, negenjarige tweede dochter van Rein.

## Inhoud
Om half vier op een dinsdagmiddag in januari krijgt Bas Banning, sinds de zomer journalist van dagblad De Morgen, van zijn chef Lagerwei de opdracht om een artikel met fotomateriaal op te halen bij Rein Hogema te Korperswijk op de Veluwe. Hogema kan het artikel niet opsturen uit vrees dat de illustraties mochten beschadigen.  Bas gaat per spoor en op de Veluwe met de bus, die in de dichte mist tegen een boom botst. Bas wandelt dan maar verder tot hij onverwacht een lift aangeboden krijgt van een automobilist. Deze zet Bas midden in het bos uit de auto en gaat ervandoor, maar ook hij botst even verder tegen een boom en de auto brandt uit. Als Bas aan komt rennen om hulp te bieden, blijkt de chauffeur spoorloos. Bas kan niets anders doen dan in het donker de weg proberen te vinden.
Ter bestemming aangekomen wordt hij door Rein Hogema en diens vrouw gastvrij ontvangen. Na de maaltijd valt hij vermoeid in slaap. Inmiddels is Hogema het artikel gaan halen, dat in zijn werkhuisje ligt. Dat is vakantiehuisje de Eekhoorn op vakantiepark de Wildeberg, dat in de winter gesloten is. Omdat er in de dichte mist geen taxi naar de afgelegen woning komt, zal Bas moeten blijven overnachten. Hij belt Heiligers, fotograaf van de krant bij wie Bas inwoont, op om zijn afwezigheid te melden.
's Nachts hoort Bas iemand op het dak. Deze inbreker ontvoert Mieke, het jongste dochtertje van de Hogema's. Hogema wil de politie bellen, maar de telefoon doet het niet. Hij en Bas gaan naar het Huis, het hoofdgebouw van het vakantiepark, om daar te bellen, maar daar is de telefoon vernield. De volgende morgen komen twee boeven bij Hogema die iedereen opdragen zich normaal te gedragen en niemand te verwittigen omwille van Mieke. Dan wordt de telefoon hersteld. Vera gaat dus gewoon naar school en Bas wordt naar het station gebracht, waar hij zich bedenkt dat hij de enveloppe met het artikel in de auto heeft laten liggen: niet helemaal per ongeluk, want hij wenst de verwikkelingen niet te missen. Hij besluit naar de school van Vera te gaan om haar te vragen het artikel te halen. Vera werd echter de klas uitgezet wegens het niet leren van de les en haar weigering ervoor na te blijven: de boeven verwachten haar immers om twee uur thuis. Bas treft haar buiten de school en in een lunchroom overleggen ze. Het eerste probleem is dat de school Hogema zal bellen om te zeggen dat Vera heeft gespijbeld en dat zal de boeven verdacht voorkoemn. Dus zal Bas de school bellen, zich voor Hogema uitgeven en melden dat zijn dochter ziek naar huis is gegaan.
Vera zal het artikel voor Bas klaarleggen in de Eekhoorn, zodat hij dit ongemerkt kan ophalen. Als ze dit gedaan heeft en terug naar het huis loopt, komt ze plots Mieke tegen, die in een moment van onoplettendheid aan haar bewaker heeft weten te ontsnappen en snel door de mist aan het oog onttrokken werd. Ze werd gevangen gehouden in een ander huisje, de Mus. Aangezien de twee boeven nog altijd in het huis zijn, besluit Vera dat Mieke zich maar in de Eekhoorn moet verbergen. Thuis merkt Vera dat de boeven net telefonisch op de hoogte worden gesteld van Miekes verdwijning; even letten ze niet op hun gevangenen en Hogema grijpt deze gelegenheid aan om een van hun vuurwapens te bemachtigen. Daarna worden de boeven vastgebonden. Zodra Hogema de politie heeft gebeld, die meteen naar hen op weg gaat, horen ze een auto arriveren.
Weer op het terrein de Wildeberg aangekomen, treft Bas de enveloppe in de Eekhoorn aan en hij kijkt nog wat rond. Dan hoort hij iemand naderen en verbergt zich op de kleine overloop. Als hij niets meer hoort, opent hij het luik en ziet de kleine Mieke, die hij herkent omdat ze precies op haar zus lijkt, slapen. Hij begrijpt meteen dat ze ontsnapt moet zijn, maar als hij zich bekendmaakt denkt Mieke, die hem nog nooit heeft gezien, dat Bas bij de bende hoort. Bas legt uit hoe het zit en beslist dat ze samen naar de politie zullen gaan, die dan Hogema kan ontzetten. Onderweg vertelt Mieke dat ze in haar slaap is meegenomen en wist te ontsnappen door de mist in te rennen toen de bewaker niet oplette, waarna ze binnen een paar tellen niet meer te zien was. Dan horen ze de stemmen van twee boeven op zoek naar Mieke. Aanvankelijk rent Bas met Mieke op zijn schouders weg, maar al snel wordt hij moe en bedenkt dan dat als ze zich heel stil houden in de dichte mist, de boeven zonder hen op te merken voorbij zullen lopen. Dat plan slaagt, maar Mieke heeft duidelijk een kou opgelopen en daarom bivakkeren ze maar in een van de andere huisjes.
Bij het horen van de politiesirenes slaan de boeven op de vlucht. De politie en Hogema gaan naar de Eekhoorn, waar ze niemand aantreffen. Wel lopen ze twee boeven tegen het lijf, die worden ingerekend. Ze zeggen niet te weten waar Mieke is. De politie schakelt het leger in, dat met tweehonderd man de omgeving komt uitkammen. De signaalhoorn lokt Bas naar buiten, waar hij enkele militairen treft en zich bekendmaakt. Wanneer Bas en Mieke bij Hogema aankomen, is Heiligers daar al gearriveerd, in de veronderstelling dat Bas op het spoor van de juweliersdieven de bende van de Rode hand was en er dus fotomateriaal te schieten zou vallen. Dat blijkt ook zo te zijn. De bende vervoert de gestolen juwelen vervolgens per vliegtuig het land uit. Hogema zegt dat in deze buurt inderdaad landingsgelegenheid voor een vliegtuig bestaat. In deze tijd van het jaar is Hogema de enige omwonende en zijn dochter is alleen ontvoerd om hem in bedwang te houden mocht hij iets merken van leven in de buurt.
Toen de bendeleden Bas passeerden, heeft hij opgevangen dat ze vanuit Rotterdam met de Vitella zouden vertrekken. De politie belt met Rotterdam en Bas en Heiligers vertrekken spoorslags naar de havenstad om de arrestatie vast te leggen. Na afloop van het hele avontuur biedt Hogema Bas een vakantie aan in zijn huisje op de Wildeberg. Deze vakantie vormt de setting voor Bas Banning en de zweefmannen.

## Publicatiegeschiedenis
Het boek verscheen in 1959 bij Uitgeverij De Fontein en werd evenals de andere delen enkele malen herdrukt. In de jaren zestig werd het avontuur met twee andere aanvankelijk los verschenen delen opgenomen in een omnibus. In de jaren zeventig verscheen een licht herziene paperbacks met nieuwe omslagen en illustraties, die de reeks een eigentijdser uiterlijk verleenden.

## Bron
A. van Aardenburg. Bas Banning en de Rode Hand. Paperbackuitgave, tweede druk. De Bilt: Uitgeverij De Fontein, 1973. ISBN 9026111177
Bas Banning en de zwarte ruiter · Bas Banning en de vliegende cowboys · Bas Banning en de geheimzinnige kabelbaan · Bas Banning en de autosmokkelaars · Bas Banning en het Spaanse galjoen · Bas Banning en de Tour de France · Bas Banning en de DAF-600 · Bas Banning en de geheime raket · Bas Banning en de verdwenen Rembrandt · Bas Banning en de Rode hand · Bas Banning en de zweefmannen · Bas Banning en de schatgravers